# Camilla Luddington
Camilla Luddington (sinh ngày 15 tháng 12 năm 1983) là một nữ diễn viên người Mỹ gốc Anh. Cô được biết đến rộng rãi hơn trong vai trò lồng tiếng cho nữ nhân vật chính của trò chơi nổi tiếng Tomb Raider (2013), Rise Of The Tomb Raider (2016) và Shadow Of The Tomb Raider (2018). Cô góp giọng cũng như thực hiện hầu hết các chuyển động của nữ bá tước xinh đẹp Lara Croft. Ngoài ra, Camilla cũng được biết đến nhờ vào tham gia phim truyền hình Mỹ của Lifetime -William & Kate: The Movie (2011) và Jo Karev (Wilson) trong series phim Grey's Anatomy. 

## Thời thơ ấu
Luddington lớn lên tại Ascot, Berkshire, Anh Quốc.

## Sự nghiệp
Tomb Raider
Vào năm 2012, hãng game Crystal Dynamics xác nhận rằng Luddington sẽ là người lồng tiếng và thực hiện chuyển động chính cho nàng Lara Croft. Lúc đầu, Luddington nghĩ rằng cô đang thử vai trong dự án được gọi là "Krypted" với nhân vật nữ tên là "Sarah". Năm 2014, Luddington đăng trên Twitter của cô rằng cô sẽ quay trở lại với vai trò cũ cho Lara Croft. Và cũng trong 2018, Luddington tiếp tục sắm vai Lara Croft cho phần ba của loạt game đình đám Shadow Of The Tomb Raider.
Trong một sự kiện tại MCM Comic Con vào năm 2016, một người hâm mộ đặt câu hỏi cho Luddington về việc cô cảm nhận thế nào về cuộc đời của Lara Croft. Luddington suy nghĩ hồi lâu và cũng tiết lộ rằng "Chuyện này vốn không có trên internet. Nhưng tôi cũng xin chia sẻ đó là tôi cũng mất gia đình từ năm 11 tuổi, nên có thể nói tôi rất đồng cảm với hoàn cảnh của Lara Croft trong game."
Năm 2018, trong buổi talk-show diễn ra tại Quận Manhattan, Camilla Luddington chia sẻ rằng "Đảm nhiệm vai trò lồng tiếng và thực hiện chuyển động cho Lara Croft tốn nhiều thời gian và tâm huyết hơn cả cô phải đi ghi hình cho các bộ phim cùng năm. Hầu hết cô có thời gian rảnh sau khi quay xong là cô sẽ đến để thực hiện dự án (Shadow Of The Tomb Raider)" và cô cũng chia sẻ thêm "Có thể nói, bóng dáng của Lara luôn luẩn quẩn trong đầu tôi suốt thời gian này (2018)"
Hầu hết những người hâm mộ dòng game Tomb Raider đều mong muốn Camilla Luddington sẽ quay trở lại với phần tiếp theo của Tomb Raider, nếu các nhà phát hành tiếp tục dự án trong tương lai.

## Đời tư
Camilla Luddington hẹn hò cùng nam diễn viên người Mỹ Matther Alan, họ có một đứa con vào năm 2016.
Alan cầu hôn Luddington vào năm 2017. Sau đó một năm, Luddington xác nhận cả hai đã làm hôn ước vào năm 2018.
Cũng trong năm 2018, Luddington chính thức trở thành công dân Hoa Kỳ.
Alan và Luddington làm lễ đính hôn vào năm 2019.
Năm 2020, vợ chồng Camilla Luddington thông báo họ chào đón đứa con thứ hai, đặt tên là Lucas Matthew Alan.